# Annamatia
Annamatia era un fortino romano di truppe ausiliarie che faceva parte della catena di postazioni militari presenti lungo il limes danubiano nel settore pannonico. Si trova in località Baracs-Baracspuszta, a sud della capitale dell'Ungheria, Budapest, una volta fortezza legionaria e capitale della provincia romana di Pannonia inferiore (l'antica Aquincum).